# 페터 일만

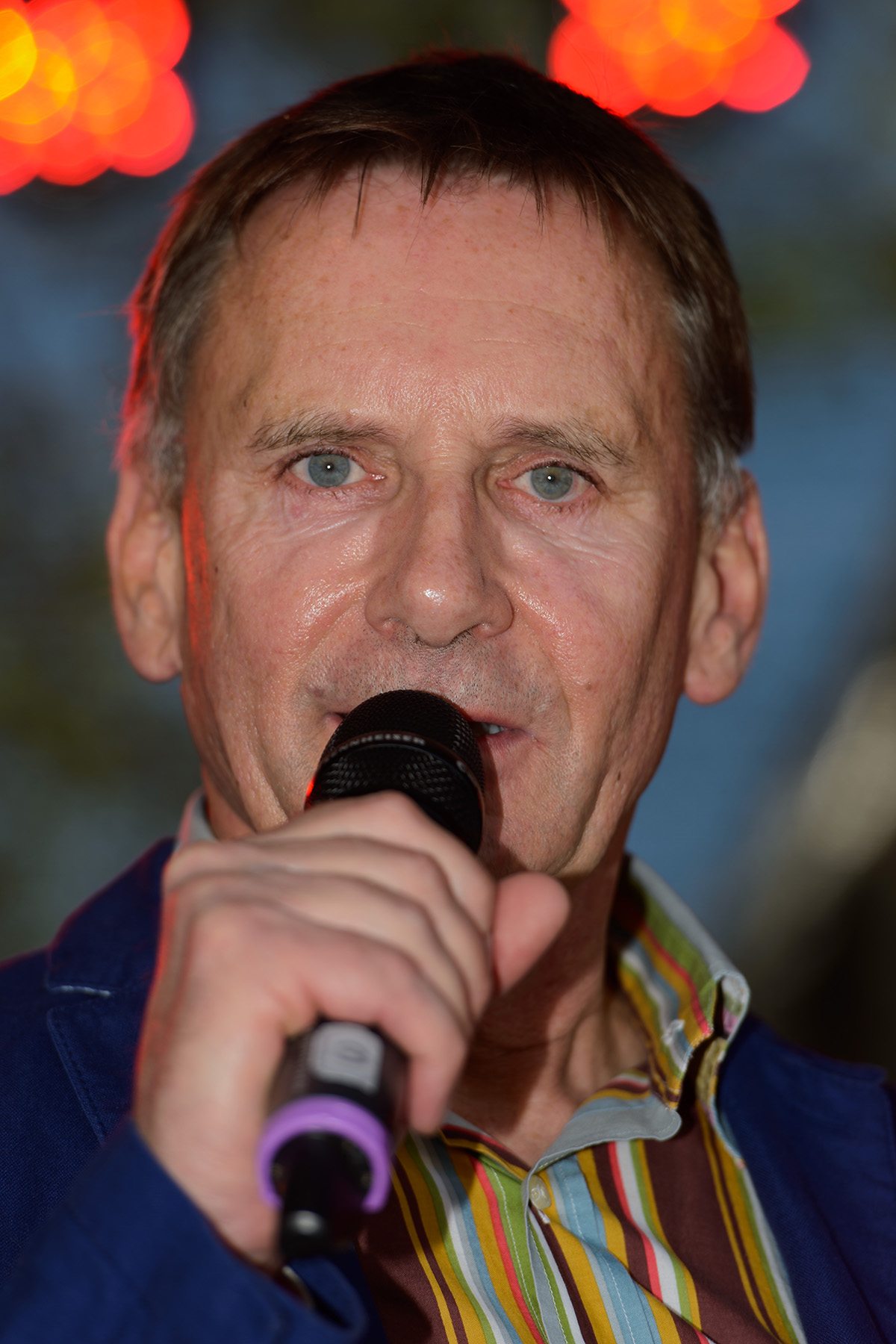
페터 일만

페터 카를 일만(독일어: Peter Karl Illmann, 1959년 3월 17일 ~ )은 독일의 라디오 진행자이자 텔레비전 진행자이다.